# Kusjmurun
Kusjmurun (kazakiska: Qusmuryn, ryska: Кушмурун) är en ort i Kazakstan.   Den ligger i oblystet Qostanaj, i den centrala delen av landet, 500 km väster om huvudstaden Astana. Kusjmurun ligger 114 meter över havet och antalet invånare är 8 049.
Terrängen runt Kusjmurun är platt. Runt Kusjmurun är det mycket glesbefolkat, med 5 invånare per kvadratkilometer. Det finns inga andra samhällen i närheten. Trakten runt Kusjmurun består i huvudsak av gräsmarker.